# Coupe de la Ligue sénégalaise de football 2025
Navigation
Coupe de la Ligue 2024 Coupe de la Ligue 2026
La coupe de la Ligue Sénégalaise de football 2025 est la 13e édition de la coupe de la Ligue de football sénégalaise, organisée par la LSFP.

## Déroulement de la compétition
Pour cette nouvelle saison la coupe de la ligue change de format, au vu du nombre d’équipes qui ont augmenté.
Elle se joue dorénavant dans un format de 8 poule de 4 équipes, avec 6 matchs disputés aller-retour , ou les deux premier de chaque groupe se qualifient pour les huitièmes de finale.
Et les U20 pourront également participer a la compétition , avec la possibilité d’aligner que 3 seniors

### Participants
| Clubs de Ligue 1 (16) | Clubs de Ligue 2 (16) |
| --------------------- | --------------------- |
| Teungueth FC          | AS Douanes            |
| Wally Daan FC         | Thiès FC              |
| AS Génération Foot    | RS Yoff               |
| Casa Sports           | Stade de Mbour        |
| AJEL de Rufisque      | AS Cambérène          |
| Oslo FA               | AS Kaffrine           |
| Guédiawaye FC         | Essamaye FC           |
| ASC Sonacos           | AS Bambey             |
| ASC Jaraaf            | CNEPS Excellence      |
| Jamono Fatick         | Étoile Lusitana       |
| ASC HLM Dakar         | ASAC Ndiambour        |
| AS Pikine             | ASC Saloum            |
| AS Dakar Sacré-Cœur   | DUC                   |
| ASCE La Linguère      | NGB Niarry Tally      |
| US Ouakam             | Amitié FC             |
| US Gorée              | Diambars FC           |

### Premier tour
Les matchs ont eu lieu le jour suivant
- 1ʳᵉ journée : 5 février et 6 février 2025
- 2ᵉ journée : 19 février et 20 février 2025
- 3ᵉ journée : 5 mars et 6 mars 2025
- 4ᵉ journée : 19 mars et 20 mars 2025
- 5ᵉ journée: 9 avril et 10 avril 2025
- 6ᵉ journée: 23 avril et 24 avril 2025[3].

### Phase de groupes
Les 32 équipes qualifiées sont réparties en 8 groupes de 4 , est les deux premiers de chaque groupe se qualifient pour les Huitièmes de finale.

#### Groupe A
| Rang | Équipe      | Pts | J | G | N | P | Bp | Bc | Diff |
| ---- | ----------- | --- | - | - | - | - | -- | -- | ---- |
| 1    | Essamaye FC | 11  | 6 | 3 | 2 | 1 | 8  | 3  | +5   |
| 2    | Casa Sports | 11  | 6 | 3 | 2 | 1 | 5  | 2  | +3   |
| 3    | AS Kaffrine | 10  | 6 | 3 | 1 | 2 | 7  | 5  | +2   |
| 4    | ASC Saloum  | 1   | 6 | 0 | 1 | 5 | 2  | 6  | -4   |

#### Groupe B
| Rang | Équipe         | Pts | J | G | N | P | Bp | Bc | Diff |
| ---- | -------------- | --- | - | - | - | - | -- | -- | ---- |
| 1    | Sonacos        | 18  | 6 | 6 | 0 | 0 | 15 | 4  | +11  |
| 2    | Jamono Fatick  | 10  | 6 | 3 | 1 | 2 | 12 | 7  | +5   |
| 3    | AS Bambey      | 4   | 6 | 1 | 1 | 4 | 4  | 12 | -8   |
| 4    | Stade de Mbour | 3   | 6 | 1 | 0 | 5 | 7  | 15 | -8   |

#### Groupe C
| Rang | Équipe             | Pts | J | G | N | P | Bp | Bc | Diff |
| ---- | ------------------ | --- | - | - | - | - | -- | -- | ---- |
| 1    | AS Génération Foot | 13  | 6 | 4 | 1 | 1 | 14 | 5  | +9   |
| 2    | Diambars FC        | 10  | 6 | 3 | 1 | 2 | 7  | 6  | +1   |
| 3    | Amitié FC          | 6   | 6 | 2 | 0 | 4 | 8  | 12 | -4   |
| 4    | CNEPS Excellence   | 6   | 6 | 2 | 0 | 4 | 5  | 11 | -6   |

#### Groupe D
| Rang | Équipe           | Pts | J | G | N | P | Bp | Bc | Diff |
| ---- | ---------------- | --- | - | - | - | - | -- | -- | ---- |
| 1    | Wally Daan FC    | 12  | 6 | 3 | 3 | 0 | 9  | 5  | +4   |
| 2    | ASCE La Linguère | 10  | 6 | 2 | 4 | 0 | 7  | 3  | +4   |
| 3    | Thiès FC         | 4   | 6 | 0 | 4 | 2 | 2  | 5  | -3   |
| 4    | ASAC Ndiambour   | 3   | 6 | 0 | 3 | 3 | 4  | 9  | -5   |

#### Groupe E
| Rang | Équipe              | Pts | J | G | N | P | Bp | Bc | Diff |
| ---- | ------------------- | --- | - | - | - | - | -- | -- | ---- |
| 1    | AS Dakar Sacré-Cœur | 16  | 6 | 5 | 1 | 0 | 16 | 3  | +13  |
| 2    | RS Yoff             | 8   | 6 | 2 | 2 | 2 | 11 | 9  | +2   |
| 3    | US Ouakam           | 6   | 6 | 1 | 3 | 2 | 8  | 0  | +8   |
| 4    | DUC                 | 3   | 6 | 1 | 0 | 5 | 5  | 20 | -15  |

#### Groupe F
| Rang | Équipe           | Pts | J | G | N | P | Bp | Bc | Diff |
| ---- | ---------------- | --- | - | - | - | - | -- | -- | ---- |
| 1    | Étoile Lusitana  | 9   | 6 | 2 | 3 | 1 | 5  | 4  | +1   |
| 2    | AS Douanes       | 9   | 6 | 2 | 3 | 1 | 4  | 3  | +1   |
| 3    | AS Cambérène     | 7   | 6 | 1 | 4 | 1 | 5  | 4  | +1   |
| 4    | NGB Niarry Tally | 4   | 6 | 0 | 4 | 2 | 3  | 6  | -3   |

#### Groupe G
| Rang | Équipe        | Pts | J | G | N | P | Bp | Bc | Diff |
| ---- | ------------- | --- | - | - | - | - | -- | -- | ---- |
| 1    | US Gorée      | 11  | 6 | 3 | 2 | 1 | 7  | 4  | +3   |
| 2    | Guédiawaye FC | 9   | 6 | 2 | 3 | 1 | 6  | 6  | 0    |
| 3    | Oslo FA       | 8   | 6 | 2 | 2 | 2 | 11 | 10 | +1   |
| 4    | ASC HLM Dakar | 4   | 6 | 1 | 1 | 4 | 6  | 10 | -4   |

#### Groupe H
| Rang | Équipe           | Pts | J | G | N | P | Bp | Bc | Diff |
| ---- | ---------------- | --- | - | - | - | - | -- | -- | ---- |
| 1    | AS Pikine        | 10  | 6 | 3 | 1 | 2 | 5  | 5  | 0    |
| 2    | AJEL de Rufisque | 9   | 2 | 6 | 3 | 1 | 6  | 4  | +2   |
| 3    | Teungueth FC     | 8   | 6 | 2 | 2 | 2 | 6  | 7  | -1   |
| 4    | ASC Jaraaf       | 5   | 6 | 1 | 2 | 3 | 4  | 5  | -1   |

### Huitièmes de finale
Les huitièmes de finale auront lieu le 7 mai et 8 mai 2025.
| Équipe             | Aller | Total | Retour | Équipe              | T.a.b   |
| ------------------ | ----- | ----- | ------ | ------------------- | ------- |
| ASCE La Linguère   | 1 - 1 | 1 - 2 | 1 - 0  | AS Pikine           |         |
| Casa Sports        | 0 - 1 | 0 - 1 | 0 - 0  | ASC Sonacos         |         |
| Guédiawaye FC      | 0 - 0 | 1 - 0 | 0 - 1  | AS Dakar Sacré-Cœur |         |
| Diambars FC        | 0 - 0 | 0 - 3 | 3 - 0  | Wally Daan FC       |         |
| AS Génération Foot | 0 - 0 | 0-0   | 0 - 0  | AS Douanes          | (3)-(1) |
| AJEL de Rufisque   | 1 - 0 | 1 - 3 | 3 - 0  | Essamaye FC         |         |
| Jamono Fatick      | 1 - 1 | 1-1   | 0 - 0  | Étoile Lusitana     | (4)-(3) |
| RS Yoff            | 1 - 0 | 1 - 2 | 2 - 0  | US Gorée            |         |

### Quarts de finale
Les quarts de finale. Aller onr lieu le 18 juin et les matchs retour le 02 juillet.
| Équipe             | Aller | Total | Retour | Équipe        | T.a.b     |
| ------------------ | ----- | ----- | ------ | ------------- | --------- |
| ASC Sonacos        | 0 - 0 | 2 - 1 | 1 - 2  | US Gorée      |           |
| AS Pikine          | 1 - 0 | 1 - 1 | 1 - 0  | Essamaye FC   | (5) - (3) |
| Wally Daan FC      | 2 - 1 | 5 - 1 | 1 - 3  | Jamono Fatick |           |
| AS Génération Foot | 2 - 0 | 3 - 2 | 2 - 1  | Guédiawaye FC |           |

### Demi finale
Les demi-finales ont lieu le 9 juillet 2025, et se joue sur un match. 
| Équipe             | Score | Équipe        | T.a.b |
| ------------------ | ----- | ------------- | ----- |
| AS Pikine          | 1 - 0 | ASC Sonacos   |       |
| AS Génération Foot | 2 - 3 | Wally Daan FC |       |

### Finale
La date de la finale est le 18 juillet 2025.
| (UTC+1) |
| ------- |

| Équipe    | Score | Équipe        | T.a.b     |
| --------- | ----- | ------------- | --------- |
| AS Pikine | 0 - 0 | Wally Daan FC | (2) - (4) |